# يوهي أوتسوكي
يوهي أوتسوكي (باليابانية: 大槻 優平) (6 مايو 1988 في كيوتو في اليابان – )؛ هو لاعب كرة قدم ياباني سابق كان يلعب كلاعب وسط.

## وصلات خارجية
- يوهي أوتسوكي على موقع رابطة كرة القدم اليابانية للمحترفين (اليابانية)
- يوهي أوتسوكي على موقع قاعدة بيانات كرة القدم.إي يو (الإنجليزية)
- يوهي أوتسوكي على موقع Soccerway.com (الإنجليزية)
- يوهي أوتسوكي على موقع عالم كرة القدم.نت (الإنجليزية)